# Митрополит захумско-херцеговачки Аксентије
Аксентије Чешмеџијски (буг. Авксентий Чешмеджийски; 1798, Самоков — 1. фебруар 1865) био је епископ Цариградске патријаршије, митрополит велешки (1848—1860) и митрополит херцеговачки (1838—1848).

## Биографија
Рођен је 1798. у Самокову у породици трговца. Усвојен је у Рилски манастир. Ту је завршио манастирску школу. Студирао је грчки језик. Ту се такође постриже са именом Аксентије.
Године 1831. био је хиротонисан за викарног епископа диополског, викарија митрополији Ћустендилу.
Од 1838. митрополит је херцеговачки. "Дође владика Авксентија 1838. и много трошка Херцеговина поднесе“. По другим записима Аксентије је дошао 1839.
Као митрополит херцеговачки Аксентије је увео нове и велике таксе за извршене свештенорадње и уопште нове намете, кршио је уредбе, мењао свештенике по својој вољи и постао врло непопуларан. Једно време био је потпуно у рукама писара херцеговачког везира Али-паше, Грка Јоана Анђелопуља, зета бившег владике Јосифа. Анђелопуљ му је најзад дошао главе у настојању да поново доведе свога таста. Интервенцијом Алипаше митрополит Аксентије је смењен.
Привремено се склонио у манастир Житомислић док није после Ускрса 1848. године премештен у Велес. Развио се овде широку јавну делатност; био је ауторитативан међу становништвом. У фебруару 1861, заједно са Иларионом Макариополским и Паисијем Пловдивским је рашчињен на Сабору, који је сазвао патријарх Јоакимом II. Наставио је да служе до изгнанства (1861—1864).
По повратку у Цариград разболео и умро 1. или 2. фебруара 1865. Сахрањен је у дворишту бугарске цркве Светог Стефана у Цариграду.